# Ni no kuni : La Vengeance de la sorcière céleste
Ni no kuni (ニノ国, litt. L'autre monde) est un jeu vidéo de rôle développé par la société japonaise Level-5 et le studio d'animation Ghibli sur Nintendo DS et PlayStation 3. La version Nintendo DS, nommée Ni no kuni: Shikkoku no madōshi (二ノ国 漆黒の魔導士), est sortie uniquement au Japon en décembre 2010. La version PlayStation 3, nommée quant à elle Ni no kuni : La Vengeance de la sorcière céleste (二ノ国 白き聖灰の女王, Ni no kuni: shiroki seihai no joō), est sortie le 17 novembre 2011 au Japon, le 22 janvier 2013 en Amérique du Nord et le 1er février 2013 en Europe.
Une suite intitulée Ni no kuni II : L'Avènement d'un nouveau royaume est sortie le 23 mars 2018 sur PlayStation 4 et Microsoft Windows,,,.

## Univers

### Synopsis
Oliver est un garçon normal jusqu'au jour où la sorcière céleste tue sa mère. Ses larmes réveillent sa peluche qui est en fait une fée : cette dernière lui dit où trouver un grimoire qui fera de lui un magicien.

### Personnages
Oliver (オリバー, Oribā)
Héros de Ni no kuni, Oliver est un garçon de treize ans qui vit avec sa mère à Motorville. Passionné de mécanique, il travaille sur un projet de voiture avec son ami Philippe, le fils du garagiste.
Le personnage d'Oliver est doublé par Mikako Tabe dans la version japonaise et par Adam Wilson dans la version anglaise.
Lumi (シズク, Shizuku)
Lumi, ou Grand Monarque Seigneurial du Peuple Fée, est une fée portant une lanterne au bout du nez. Il guide Oliver tout au long de son périple dans l'Autre Monde.
Le personnage de Lumi est doublé par Arata Furuta dans la version japonaise et par Steffan Rhodri dans la version anglaise.
Myrta (マル, Maru)
Myrta est une jeune fille rencontrée dans l'Autre Monde qui adore chanter et jouer de la musique. Elle est notamment remarquée pour son optimisme à toute épreuve. Les mélodies qu'elle joue avec sa harpe lui offre de nombreuses possibilités lors des combats, notamment celle de charmer les créatures rencontrées afin d'en faire des familiers.
Le personnage de Myrta est doublé par Masami Nagasawa dans la version japonaise et par Lauren Mote dans la version anglaise.
Faco (ジャイロ, Jairo)
Faco est un voleur et un escroc qui va croiser la route d'Oliver. Il mettra ses talents au service du groupe, apportant la possibilité d'ouvrir certains coffres et de voler des objets sur les créatures que le groupe affronte.
Le personnage de Faco est doublé par Yo Oizumi dans la version japonaise et par Louis Tamone dans la version anglaise.

## Système de jeu
De nombreuses différences existent entre la version DS et la version PS3, plus largement diffusée. La version DS disposait de graphismes de moindre qualité (adaptés à la console Nintendo DS), d'un système de combat au tour par tour (remplacé par des batailles en temps réel) et d'une version physique de l'Almanach du magicien fournit avec le jeu (dans la version PS3, l'Almanach est directement intégré dans le jeu). Le contenu est également différent puisque le boss final de la version DS est Shadar, et des zones de la carte du monde sont exclusives à l'une et l'autres des versions.

### Magie
La magie est omniprésente dans Ni no kuni. Au début de son périple, Oliver acquiert ainsi une baguette magique et L'Almanach du magicien. Celui-ci est une véritable encyclopédie de la magie et contient tout le savoir dont a besoin un magicien. Toutefois de nombreuses pages sont manquantes et devront être retrouvées au fur et à mesure de l'évolution dans le jeu.

#### Sorts
Lors de son périple dans l'Autre Monde, Oliver va devoir apprendre de nombreux sorts décrits dans L'Almanach du magicien. Certains sorts sont offensifs (boule de feu, morsure glaciale, onde de choc, etc.) tandis que d'autres permettent certaines interactions avec l'environnement (créer un pont, parler aux animaux, léviter, etc.). Chaque sort nécessite un certain nombre de points de magie pour être lancé. Le nombre total de points de magie que possède le personnage détermine le nombre maximal de sorts qu'il peut lancer. Les points magie se récupèrent de plusieurs manières :
- en dormant dans une auberge ;
- en touchant une pierre levée ;
- en récupérant un orbe bleu lors d'un combat ;
- en utilisant des provisions (en buvant du café notamment) ;
- lorsque le personnage gagne un niveau d'expérience.

#### Familiers
Après l'obtention de la Harpe Enjôleuse et de la Ménagerie, Oliver et son groupe peuvent apprivoiser les créatures qu'ils croisent, rappelant ainsi le principe popularisé par la série Pokémon. Pour cela, à la fin d'un combat et lorsque de petits cœurs roses apparaissent au-dessus de la créature, Myrta doit jouer une sérénade afin de la convaincre de rejoindre le groupe. De nombreux familiers peuvent ainsi être charmés. Il est par la suite possible d'équiper et de faire évoluer ces créatures en les nourrissant de façon adéquate.
Les membres du groupe peuvent transporter chacun trois familiers qu'ils peuvent faire combattre pour eux. Chaque créature dispose de talents spécifiques. Les familiers qui ne sont pas affectés à un personnage sont placés dans un lieu de stockage appelé Havre aux familiers.

#### Alchimie
Après avoir obtenu le chaudron, Oliver pourra associer différents ingrédients pour créer, par alchimie, de nouveaux items. Il aura pour ce faire deux possibilités : suivre une recette précédemment obtenue ou tenter un mélange original. Les ingrédients se trouvent dans la nature, dans les boutiques, en récompense après la réussite d'une quête ou sur les créatures (vol pendant le combat ou butin à la fin de celui-ci).

#### Fragments de cœur
Au cours de son périple, Oliver rencontrera des personnages au cœur brisé par le manque d'une vertu. Il devra donc prélever un fragment de cœur sur une personne qui dispose de cette vertu en excès afin d'équilibrer les choses en remettant ce fragment aux individus au cœur brisé. Les fragments ainsi obtenus sont conservés dans une fiole qui s'illumine à l'approche d'une personne sur qui il est possible de prélever un fragment de cœur.

### Déplacements
Les déplacements entre les différents lieux du jeu peuvent s'effectuer à pied, en bateau, à dos d'Aerouant (le dragon débloqué au milieu du jeu), en voiture (à la fin du jeu), en se téléportant (avec le sort Voyage).

### Combats
Les combats se déroulent dans une arène où les joueurs attaquent ou invoquent des familiers pour combattre en temps semi-réel, c'est-à-dire que dès qu'un menu est ouvert, le jeu se met en pause.

## Développement

### Annonce
Le jeu a été annoncé pour la première fois dans le magazine de jeux vidéo japonais Famitsu de septembre 2008, dans lequel on apprend que le Studio Ghibli réalise les cinématiques du jeu. En juin 2010, le même magazine annonce que le jeu sortira également sur PlayStation 3.
En septembre 2011, Level-5 annonce que la version PS3 sortira aux États-Unis. Le jeu est ensuite annoncé en Europe en octobre 2011. Plus récemment, une nouvelle version pour la Nintendo Switch est sortie le 20 septembre 2019.

### Musique
La musique du jeu a été composée par Joe Hisaishi et interprétée par l'Orchestre philharmonique de Tokyo.
Deux albums reprenant la bande originale du jeu ont été édités.

## Accueil

### Ventes
Les revendeurs japonais commandent une livraison initiale de 600 000 copies de la version DS du jeu, plus que n'importe quel autre titre Level-5. Avec 170 548 copies écoulées, il est le deuxième jeu vidéo le mieux vendu au cours de sa semaine de sortie dans la région. Hino déclare en février 2011 que le jeu s'est écoulé à plus de 500 000 unités au Japon.
Pour la version PS3 au Japon, la livraison initiale tourne autour de 164 000 copies. Dans la première semaine de commercialisation, une estimation fait état de 65 000 à 67 000 copies vendues. Ni no Kuni est le jeu le plus vendu au Royaume-Uni lors de sa semaine de sortie, surpassant FIFA 13 et Call of Duty: Black Ops II.
En mars 2014, la version PS3 dépasse le million de ventes à travers le monde. Les deux versions combinées totalisent alors 1,7 million de jeux vendus.

## Film d'animation
Un film d'animation se déroulant dans l'univers du jeu et intitulé également Ni no Kuni, réalisé par Yoshiyuki Momose, est sorti dans les salles japonaises le 23 août 2019. Le film développe une intrigue originale mettant en scène trois adolescents qui se retrouvent projetés dans l'univers de Ni No Kuni.